# 東亞國內航空63號班機空難
東亞國內航空63號班機是由札幌飛往函館的日本國內定期航班。1971年7月3日，一架YS-11執行該班機，在函館郊外墜毀，機上68人全部遇難。

## 經過
當天的東亞國內航空63號班機預定由札幌飛行場（丘珠機場）飛往函館機場，由編號為JA8764的YS-11執行。該班機於17時30分從札幌起飛，預定於18時11分到達函館，機長為寺田英世，副機長為傑克·雷蒙·斯賓塞（美國人），機上亦載有2名女性乘務員及64名乘客（34人為男性，30人為女性）。18時03分，函館機場管制員通知63號班機通過函館上空6000英呎高處，這也是班機最後一次與空管聯絡，飛機隨後與空管失去聯繫，於18時05分墜毀在函館機場西北15公里處的橫津岳，搜救行動也於18時18分開始。
7月5日14時許，機上68人被確認全部遇難。

## 原因
事故發生時，函館機場上空被雲層覆蓋，機師對飛機與歸航台的相對位置做出了錯誤判斷。機場上空亦有強烈的西南風，向西飛行的飛機因此偏北飛行，最終撞山。